# Altinho Futebol Clube
Altinho Futebol Clube é um clube de futebol sediado na cidade de Altinho, no estado de Pernambuco.

## História
Fundado em 1 de maio de 2013, o clube, presidido por José Simão e cujas cores são azul, branco e vermelho, é estreante no futebol profissional, se inscrevendo para o Campeonato Pernambucano de Futebol - Série A2 (segunda divisão estadual).
Foi incluído no Grupo A, juntamente com Araripina, Sete de Setembro, Serrano de Serra Talhada e Flamengo de Arcoverde (clubes que já disputaram a primeira divisão).

## Estádio
A equipe do Altinho manda os seus jogos no Estádio Políbio Lemos.

## Desempenho

### Campeonato Pernambucano - 2ª Divisão
| Ano  | Posição        |
| 2013 | 6º (Estreante) |
| 2014 | 3º             |